# Bois de la Voivre à Marault
Bois de la Voivre à Marault este o arie protejată (sit de importanță comunitară — SCI) din Franța întinsă pe o suprafață de 224 ha, integral pe uscat.

## Localizare
Centrul sitului Bois de la Voivre à Marault este situat la coordonatele 48°10′48″N 5°05′14″E / 48.18°N 5.08722°E.

## Înființare
Situl Bois de la Voivre à Marault a fost declarat arie specială de conservare în baza directivei 92/43 din 1992 referitoare la conservarea habitatelor naturale și a faunei și florei sălbatice pentru a proteja 1 specie de animale.

## Biodiversitate
Situată în ecoregiunea continentală, aria protejată conține 5 habitate naturale: Fânețe de joasă altitudine (Alopecurus pratensis, Sanguisorba officinalis), Păduri de stejar sau de stejar și carpen sub-atlantice și medio-europene de Carpinion betuli, Pajiști cu Molinia pe soluri calcaroase, turboase sau argilos-nămoloase (Molinion caeruleae), Păduri aluvionare cu Alnus glutinosa și Fraxinus excelsior (Alno-Padion, Alnion incanae, Salicion albae), Păduri de fag Asperulo-Fagetum.
La baza desemnării sitului se află o specie protejată de  nevertebrate: Vertigo angustior.
Pe lângă speciile protejate, pe teritoriul sitului au mai fost identificate 4 specii de plante, 3 specii de păsări, 3 specii de amfibieni, 1 specie de mamifere.